# Rickey Williams
Richard C. "Rickey" Williams (Buffalo, Nueva York, 12 de marzo de 1957) es un exjugador de baloncesto estadounidense que disputó una temporada en la NBA, además de jugar en la CBA. Con 1,88 metros de estatura, jugaba en la posición de base.

## Trayectoria deportiva

### Universidad
Tras jugar dos temporadas con los Lobos de la Universidad de Nuevo México, en las que promedió 9,1 puntos y 1,8 rebotes, fue transferido a los 49ers de la Universidad Estatal de California, Long Beach, donde jugó otras dos temporadas, promediando 16,5 puntos y 3,4 rebotes por partido. En su última temporada fue el máximo anotador de su equipo, siendo incluido en el mejor quinteto de la Big West Conference.

### Profesional
Fue elegido en el puesto 190 del Draft de la NBA de 1978 por New Orleans Jazz, pero terminó sus estudios en Long Beach antes de incorporarse al profesionalismo. sus derechos fueron traspasados a Chicago Bulls a cambio de Wilbur Holland, pero fue despedido antes del comienzo de la temporada. No sería hasta 1982 cuando firmaría por dos temporadas como agente libre precisamente por los Jazz, ya en su nueva ubicación de Salt Lake City, pero fue despedido al término de la primera, tras promediar 3,3 puntos por partido.
Jugó posteriormente en la CBA antes de retirarse definitivamente.

## Estadísticas de su carrera en la NBA

### Temporada regular
| Temporada | Edad | Equipo    | Liga | P  | TIT | MIN | TC  | TCA | %TC  | 3P  | 3PA | %3P  | TL  | TLA | %TL  | R.OF. | R.DEF. | REB | ASIS | ROB | TAP | PER | FP  | PTS |
| 1982-83   | 25   | Utah Jazz | NBA  | 44 | 0   | 7.9 | 1.3 | 3.1 | .415 | 0.0 | 0.1 | .000 | 0.8 | 1.2 | .660 | 0.3   | 0.5    | 0.9 | 0.8  | 0.5 | 0.1 | 0.9 | 1.0 | 3.3 |
| Total     |      |           | NBA  | 44 | 0   | 7.9 | 1.3 | 3.1 | .415 | 0.0 | 0.1 | .000 | 0.8 | 1.2 | .660 | 0.3   | 0.5    | 0.9 | 0.8  | 0.5 | 0.1 | 0.9 | 1.0 | 3.3 |